# FK Guber Srebrenica
O Fudbalski klub Guber é um clube de futebol com sede na cidade de Srebrenica, República Sérvia, Bósnia e Herzegovina. Atualmente disputa a Segunda Liga da República Sérvia, equivalente ao terceiro nível do futebol bósnio.

## História
O futebol começou a ser jogado em Srebrenica em 1923, e em 1924 um estádio foi construído e o clube foi fundado.
Após a Segunda Guerra Mundial, o clube passa a operar com o nome de "Polet" e disputa as ligas da região de Tuzla. Depois disso, mudou várias vezes de nome, entre as quais também operou com o nome de "Proleter". Na década de 1960, o clube funcionava com o nome de "Rudar", e disputava a "Liga Regional de Tuzla", na qual na temporada 1970/71, onde ganhou o quarto lugar.
Desde 1973 o clube atua com o nome de Guber. Na temporada 1974/75 o clube foi campeão da "Liga Regional de Tuzla", e se classificou para a "Zona Bósnia-Nordeste". Nas temporadas seguintes, o clube passa a integrar a "Liga Intermunicipal de Tuzla", a "Liga Regional BiH - Norte", e desde a época de 1988/89. "Liga da República BiH - Norte". Na temporada 1989/90 o clube avançou para as finais da "Copa Maršala Tita", onde foi eliminado nas oitavas de final. 
Devido à guerra na Bósnia e Herzegovina, o clube deixou de funcionar em 1992 e retomou as suas atividades em meados de 2004. O clube começa com as competições na temporada 2005/06, na "Terceira Liga do RS - Zvornik", e desde a temporada 2008/09 até a 2015/16, disputaram a “Liga Regional RS - Leste”, a qual venceu na temporada 2015/16 e foram promovidos à Segunda Liga do RS.
Durante 2018, o clube estava com problemas financeiros, e no final da temporada 2018/19 são rebaixados da Segunda Liga para a "Liga Regional RS - Leste". Voltaram a disputar o terceiro escalão nacional na temporada de 2020/21.
Apesar das graves consequências da guerra e das divisões étinicas em Srebrenica, sérvios e bósnios jogam em igualdade no clube. 

## Títulos
- Liga Regional - Tuzla (1): 1974-75
- Liga Regional - RS (1): 2015-16 (Leste)